# Colégio Americano Batista
O Colégio Americano Batista é um colégio do estado de Pernambuco, fundado na  1906.
Já passaram pelo mesmo, grandes personalidades, como Ariano Suassuna e Gilberto Freyre.
Hoje, o Colégio Americano Batista é considerada uma das melhores escolas do estado de Pernambuco, possui uma grande contingente de alunos, fornecendo uma base sólida para os mesmos.
É um dos poucos centros educacionais centenários do Estado.

## História
No ano de 1906, o missionário estadudinense W.H. Canadá teve um certo interesse em construir em solo pernambucano, uma escola, com a vontade de contribuir para a educação brasileira, essa escola iria alfabetizar crianças que não tinham condições financeiras de usufruir um ensino de qualidade (que então só era fornecido por escolas particulares), assim como o objeticvo de evangelizá-los. A escola foi iniciada numa pequena casa vizinha à primeira Igreja Batista de Pernambuco, com apenas treze alunos.
Assim nasceu o Colégio Americano Batista do Recife, inicialmente denominado como Collegio Americano Girealth.
Passados treze anos, o então diretor da instituição, o missionário H.H. Muirhead comprou uma chácara localizada no lugar que hoje conhecemos como Parque Amorim, onde foi instalado o colégio. O local era perfeito, devido à facilidade do percurso para quem morava em bairros como Boa Vista, Madalena, Encruzilhada, Casa Forte, Casa Amarela e outros.
Depois da aquisição do terreno, veio à construção de seu primeiro edifício, que levaria o nome do professor Alfredo Freyre, antigo diretor do colégio e advogado que intermediou a compra da propriedade. A ideia original era que o prédio reproduzisse a fachada da Casa Branca, sede da presidência dos Estados Unidos.
Em 1942, fechou-se o ciclo de diretores estrangeiros norte-americanos na instituição.
Atualmente, o colégio conta com um harmonioso conjunto de quatro prédios principais, em estilo romano, que oferecem aos alunos conforto e espaço para uma perfeita aprendizagem, além de duas bibliotecas, que servem aos alunos como fonte de pesquisa. Dois grandes auditórios são usados para eventos internos, além de serem usados para apresentações, congressos e seminários.